# محمد أبو عزيز
محمد أبو عزيز (1971-) فنان تشكيلي فلسطيني ولد في عمان. درس في مدارسها حتى الثانوية العامة، تخرج من معهد الفنون الجميلة في عمان عام 1993، حصل على دورة زخرفة وتذهيب في دار الفنون عام 1995 مع الفنان آشلي مانينج. كما أنه عضو في رابطة الفنانين التشكيليين الأردنيين، وعضو هيئتها الإدارية بين العامين (1999-2001)، وعضو جمعية الخطاطين الأردنيين. عمل أيضاً مدرساً للخط العربي في معهد الفنون الجميلة في وزارة الثقافة الأردنية. ومدرس الرسم الحر عام 2018 في كلية الخوارزمي الأكاديمية التقنية. وشغل منصب مستشار في مؤسسة إنقاذ الطفل الدولية. كما شارك في عدد من لجان التحكيم الفنية في الأردن.

## أسلوبه الفني
تنتمي أعماله إلى المدرسة الحروفية مزاوجة بين فن الزخرفة الإسلامي والمنمنمات، كما وظف الحرف العربي في العمل التشكيلي، كمساهمة في الهوية العربية منذ أربعينيات القرن الماضي، وعمد إلى استخدامه في أكثر من تقنية، كالطباعة والنحت حتى الرسم على الملح، التي نقش عليها لوحاته التشكيلية بالخط العربي، ورسم عليها بعض التعابير والمقولات العربية الشهيرة لمفكرين ومؤثرين عرب وغربيين.

## المعارض الفردية المختارة
- التشظي المركز الثقافي الفرنسي، في الأردن عام 1998.[1][4]
- ولادة صالة المنارة، في مراكش (المغرب) عام 2002.
- تقاسم الملح المركز الثقافي الفرنسي، في القدس ورام الله (فلسطين) عام 2007.
- سلم الروح مختبر دارة الفنون، في الأردن عام 2016.
- حروفيات جاليري جوردان، في الأردن عام 2019.

## المعارض الجماعية المختارة
- معهد العالم العربي، مع الفوتوغرافي الفرنسي جان لوسوفرزاك، في باريس عام 2002.[1]
- معرض لثلاثة فنانين خارج الحدود، فنانة ألمانية كندية وفنان من مراكش عام 2003.
- معرض مشترك مع الفنانة الإيطالية بيبي ترابوتشي، في دار الأندى عام 2008.
- ملتقى الكويت للفنون الإسلامية، في الكويت عام 2009.
- ملتقى التشكيليين العربي مهرجان الفوانيس، عام 2013.
- نون وفنون رابطة الفنانين التشكيليين الأردنيين، في عمان عام 2018.
- لمة الحبايب جاليري إطلالة اللويبدة، في الأردن عام 2018.

## الجوائز
حصل أبو عزيز على الجائزة الثالثة في الخط العربي من مجمع اللغة العربية في الجامعة الأردنية عام 2018.